# AlloCiné
AlloCiné és una organització de servei que proporciona informació sobre el cinema francès. Els seus creadors són Jean-David Blanc i Patrick Holzman. Està centrada especialment en la promoció de novetats i brinda informació de les pel·lícules en DVD. Va ser fundada inicialment com a servei telefònic i posteriorment es va convertir en un portal d'internet que ofereix informació, té un accés ràpid i cobreix totes les pel·lícules que s'han distribuït a França. El 2005, va començar a cobrir també les sèries de televisió.
AlloCiné va començar el 1993, abans de ser comprat per Canal+ l'any 2000 i per Vivendi Universal l'any 2002. Des de juny de 2007 fins a 2013, va ser propietat de Tiger Global, un fons d'inversió nord-americà. Des de juliol de 2013, AlloCiné ha estat propietat de FIMALAC, una societat holding francesa. La seu corporativa es troba als Champs-Élysées de París.